# Ferdinand Skaret

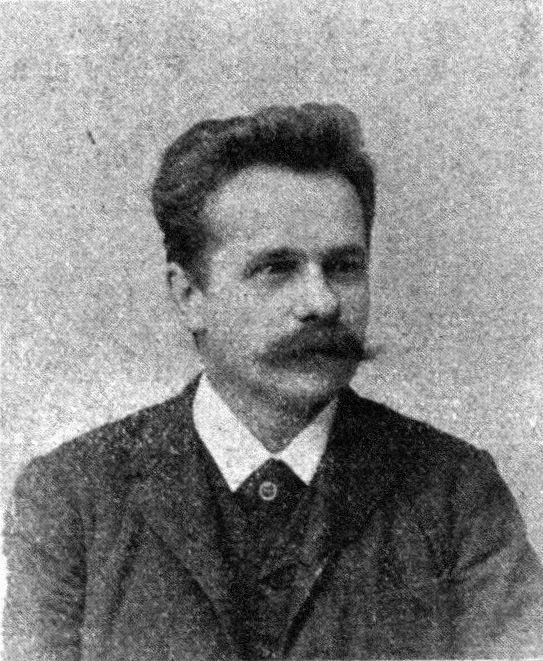
Ferdinand Skaret

Ferdinand Skaret (* 10. September 1862 in Iglau, Mähren; † 3. Jänner 1941 in Wien) war ein österreichischer Politiker (SDAP) und Gewerkschafter.

## Leben
Skaret absolvierte nach der Volksschule eine Tischlerlehre und war ab 1880 war als Tischler in Wien tätig. Er trat dem Fachverband der Tischler bei und wurde Gewerkschaftssekretär sowie Redakteur der „Tischler-Zeitung“. Er war auch Sekretär der Sozialdemokratischen Arbeiterpartei Wien. 1892 wurde er Obmann des neugegründeten Holzarbeiterverbandes. Er war ein enger Vertrauter Victor Adlers und wesentlich am Ausbau der SDAP zur demokratischen Massenpartei beteiligt.
Von 1906 bis 1923 war er Mitglied des Wiener Gemeinderates (ab 1919 Klubvorsitzender), 1918 kurzfristig Stadtrat. Er war auch in der Exekutive der Sozialistischen Internationale tätig und hatte internationale Gewerkschaftsfunktionen inne. Von 1907 bis 1918 war er Reichsratsabgeordneter, 1918/19 Mitglied der Provisorischen Nationalversammlung, 1919/20 der Konstituierenden Nationalversammlung und von 1920 bis 1930 Abgeordneter zum Nationalrat.
Nach seinem Tod wurde er am Friedhof der Feuerhalle Simmering (Abteilung 6, Ring 1, Gruppe 5, Nummer 86) beigesetzt. Das Grab ist inzwischen aufgelassen.